# Pabellón municipal Esperanza Lag
El Pabellón Municipal Esperanza Lag es un estadio cubierto ubicado en Elche.

## Historia
Fue inaugurado en 1985con el nombre de "Pabellón Municipal de Deportes de Elche" y no fue hasta el 2002 cuando el Ayuntamiento decidió cambiarle el nombre para homenajear a la emblemática gimnasta y entrenadora ilicitana Esperanza Lagque murió de una grave enfermedad en 2002. En 2021 se llevó a cabo una gran actuación para cambiar el parqué del pabellón.

## Instalaciones
La pista polideportiva cuenta con un suelo de parqué, con gradas con capacidad de 1814 personas, todas sentadas.
- Sala de musculación con aparatos.
- Sala de tenis de mesa: tres mesas homologadas.
- 2 gimnasios

### Piscina cubierta
Asociada a la pista polideportiva tiene una piscina cubierta de 50 metros con 8 calles convertibles en 10. Posee gradas, con capacidad para aproximadamente 600 personas. Está adaptada para personas con discapacidad.

### Actividad
La pista polideportiva se usa para partidos de fútbol sala, baloncesto o balonmano, gimnasia rítmica, judo, waterpolo, esgrima, tenis de mesa,... y su iluminación permite la práctica deportiva de competición y su uso nocturno.

### Espacios complementarios y auxiliares
Además cuenta con vestuarios y ascensor con acceso a todas las plantas.
- Sala multiusos para impartir cursos, reuniones... con capacidad de 50 personas.
- Sala de prensa con capacidad para 30 personas.
- Varios almacenes, para guardar material.
- Cafetería.
- Oficinas de la Concejalía de Deportes.

### Equipación médica
Cuenta con una enfermería y un desfibrilador permanente.